# 筒井義尚
筒井 義尚（つつい よしたか、1906年 - 1983年11月）は、日本の柔術家である。

## 経歴
1906年（明治39年）、兵庫県神戸市で生まれる。
1927年（昭和2年）に高木流柔術13代目石谷武甥の高弟である角野八平太正義に師事し高木流柔術、九鬼神流棒術、専当一心流を学んだ。
1939年（昭和14年）1月に高木流柔術、九鬼神流棒術、専当一心流の免許皆伝を得た。同年3月に師の角野八平太の病没により、高木流第16代目を継承した。
1983年（昭和58年）11月に病没。